# Carnivore (Band)
Carnivore war eine Thrash-Metal-Band aus Brooklyn, New York City, USA.

## Geschichte
Nach dem Ende des gemeinsamen Bandprojektes Fallout gründeten Bassist und Sänger Peter Ratajczik sowie Schlagzeuger Louis Beato Anfang 1982 die Band Disciple. Der erste Gitarrist Larry wurde kurz nach Bandgründung durch Stan Pillis ersetzt. Nach mehreren Monaten gemeinsamen Probens änderte die Band Mitte 1982 ihren Namen in Carnivore. Im Laufe des Jahres 1983 komponierte Peter Ratajczik erste Songs, darunter Predator und World War III & IV, die auf einem Konzert am 6. Juni 1983 erstmals live präsentiert wurden. Die dabei getragenen Kostüme haben sich als Markenzeichen der Band etabliert.
Mitte 1985 wurde das Debütalbum Carnivore aufgenommen. Obwohl die teils mehrdeutigen Texte zu Kontroversen führten, bot Roadrunner Records der Band 1984 einen Vertrag an. Gitarrist Keith Alexander, welcher am 11. Juli 2005 aufgrund eines Fahrradunfalls verstarb, stieg nach der Veröffentlichung des Albums 1986 aus der Band aus und wurde durch Marc Piovanetti ersetzt. Nach der Veröffentlichung des zweiten Albums, Retaliation (1987), welches sich als der vorläufige Bekanntheits-Höhepunkt der Band herausstellte, stieg Marc Piovanetti im Februar 1988 aus, um bei der Band Crumbsuckers mitzuspielen. Carnivore löste sich in der Folge auf. Knapp ein Jahr später gründete Peter Steele die Band Type O Negative, die bis zu ihrem zweiten Album stilistisch und inhaltlich noch deutlich durch Carnivore geprägt waren.
Von 1994 bis 1996 absolvierte die Band eine Reihe von Reunion-Minitourneen an der Ostküste der USA, die überwiegend im Bundesstaat New York stattfanden. Bei diesen Auftritten war die gesamte Bühnenshow durch den Gebrauch sowjetischer Ästhetik und Symbole und die Verteilung von Informationsbroschüren der Kommunistischen Partei der USA gekennzeichnet.
2006 spielten Carnivore zwei Konzerte in Deutschland darunter ein Auftritt beim Wacken Open Air und ein weiteres Konzert in Hamburg, das als Ersatztermin für einen ausgefallenes Konzert bei dem bulgarischem Monsters of Rock-Festival, auf dem die Band in veränderter Besetzung in Erscheinung trat: Außer Peter Steele spielten Steve Tobin (ehemals Dust to Dust) als Schlagzeuger, Joey Zampela (Life of Agony) als Gitarrist und Paul Bento (Sitar- und Tamburinspieler auf mehreren Type-O-Negative-Alben) als Gitarrist. Dieselbe Besetzung war auch für sieben weitere Konzerte an der Ostküste der USA eingeplant. Für die ersten zwei Auftritte dieser Mini-Tournee trat die Heavy-Metal-Band Seventh Void (bestehend aus den Type-O-Negative-Mitgliedern Kenny Hickey und Johnny Kelly sowie Matt Brown von Trespassers William und Ryan Juhrs von Flaw) als Vorgruppe auf.
2007 spielten Carnivore auf einer Tournee, die sie auch nach Europa führte.

### Carnivore A.D.
Seit 2017 treten Marc Piovanetti und Louie Beato mit Baron Misuraca und Joe Branciforte unter abgeändertem Namen auf. (Siehe auch: A.D.)

## Auftreten

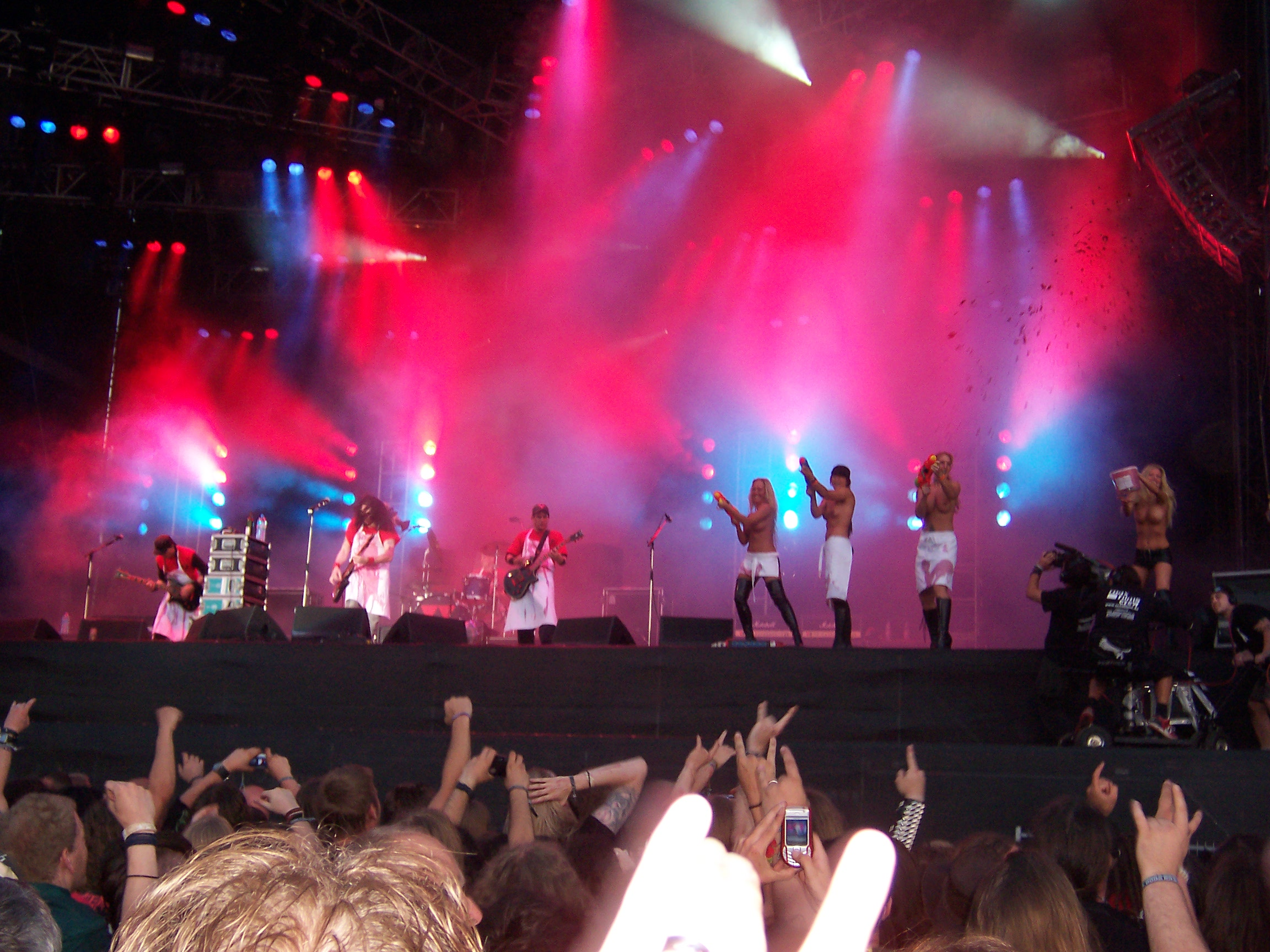
Carnivore auf dem Wacken Open Air 2006 mit weiblicher Unterstützung, die Kunstblut ins Publikum feuert

Carnivore war berüchtigt für ihre Auftritte, bei denen die Bandmitglieder in martialischen, an Mad-Max-Szenarien erinnernden Kostümen auftraten und regelmäßig Tierblut und -kadaverteile in das Publikum warfen. Ebenso provozierend waren die Liedtexte, in denen in extremer und misanthropischer Weise Geschlechterrollen, Antitheismus, Homophobie und radikaler und teilweise apokalyptische Züge tragender Kulturpessimismus in Hinblick auf den technologischen Fortschritt und Rassentheorien thematisiert wurden. Besonders großen Ärger brachte der Band ihr Song Jesus Hitler ein, in dessen Intro ein Ausschnitt aus einer Hitler-Rede vom Reichsparteitag 1934 („Das Ziel aber muss sein, alle anständigen Deutschen werden Nationalsozialisten. Nur die besten Nationalsozialisten sind Parteigenossen.“; auch verwendet in Triumph des Willens) und Choralgesänge übereinandergespielt wurden. Der Text behandelt auf äußerst zynische Weise den inneren Konflikt des Sohnes einer Nonne, die im Zweiten Weltkrieg von einem Soldaten der Wehrmacht vergewaltigt wurde.
Einige Kritiker werfen der Band aufgrund ihrer provokativen Liedtexte, die unverhohlene Propagierung von Rassismus, Misogynie/Sexismus und Nationalismus vor.

## Diskografie
- 1985: Carnivore
- 1987: Retaliation
- 1991: Retaliation/Carnivore (Wiederveröffentlichung)